# Gisela Breiderhoff
Gisela Maria Breiderhoff (* 12. Dezember 1914 in Berlin; † 11. Juli 1977 ebenda; verehelicht Gisela Wauer) war eine deutsche Schauspielerin und Synchronsprecherin.

## Leben und Karriere
Die seit 1935 mit dem Theaterregisseur Horst Wauer verheiratete Gisela Breiderhoff erhielt ihre erste kleine Kinorolle 1941 in dem Zarah-Leander-Film Der Weg ins Freie. 1945 wirkte sie zudem in dem Propagandafilm Das Leben geht weiter mit, der jedoch unvollendet blieb. Sie stand 1944 in der Gottbegnadeten-Liste des Reichsministeriums für Volksaufklärung und Propaganda. Später sah man sie noch in Beate (1948) und in der Gerhart-Hauptmann-Verfilmung Der Biberpelz (1949). Da sie sich als Filmschauspielerin nicht etablieren konnte, konzentrierte sich Breiderhoff auf ihre Tätigkeit als Synchronsprecherin, die sie bereits seit Ende der 1930er Jahre ausübte. Nach dem Krieg lieh sie mehrfach Marlene Dietrich ihre markante Stimme, ohne der Schauspielerin jedoch fest zugeordnet zu sein. Daneben sprach sie für Filmgrößen wie Rita Hayworth, Linda Darnell oder Olivia de Havilland. In Erinnerung blieb sie vor allem in Wenn Frauen hassen, wo sie der von Joan Crawford verkörperten, willensstarken Saloonbesitzerin Vienna Leben einhauchte. 1959 trat Breiderhoff letztmals als Synchronsprecherin in Erscheinung, danach verliert sich ihre Spur.

## Filmografie
- 1941: Der Weg ins Freie
- 1945: Das Leben geht weiter
- 1948: Beate
- 1949: Der Biberpelz

## Synchrontätigkeit (Auswahl)
| Synchronjahr | Filmtitel                  | Rolle           | Darsteller          | Drehjahr |
| ------------ | -------------------------- | --------------- | ------------------- | -------- |
| 1938         | Frisco-Express             | Justine Pryor   | Frances Dee         | 1937     |
| 1947         | Der große Bluff            | Frenchy         | Marlene Dietrich    | 1939     |
| 1948         | Die Abenteurerin           | Claire          | Marlene Dietrich    | 1941     |
| 1949         | Die Freibeuterin           | Cherry Malotte  | Marlene Dietrich    | 1942     |
| 1949         | Das Haus der sieben Sünden | Bijou           | Marlene Dietrich    | 1940     |
| 1949         | Faustrecht der Prärie      | Chihuahua       | Linda Darnell       | 1946     |
| 1950         | S.O.S. Feuer an Bord       | Judy MacPherson | Rita Hayworth       | 1942     |
| 1950         | Kismet                     | Jamilla         | Marlene Dietrich    | 1944     |
| 1950         | Herr des wilden Westens    | Abby Irving     | Olivia de Havilland | 1939     |
| 1952         | Der Garten Allahs          | Domini          | Marlene Dietrich    | 1936     |
| 1954         | Wenn Frauen hassen         | Vienna          | Joan Crawford       | 1954     |

## Theater
- 1946: August Strindberg: Fräulein Julie (Christine) – Regie: Ernst Schröder (Renaissance-Theater Berlin)
- 1947: Marcel Achard: Die Zeit des Glücks – Regie: Kurt Raeck (Renaissance-Theater Berlin)
- 1948: John Boynton Priestley: Der Lindenbaum (Marion) – Regie: Viktor de Kowa (Tribüne Berlin)
- 1948: Günter Rutenborn: Das Zeichen des Jona – Regie: Viktor de Kowa (Tribüne Berlin)

## Hörspiele
- 1948: Wladimir Poljakow: Medizin und Liebe  – Regie: ? (Kurzhörspiel – RIAS Berlin)
- 1949: Thornton Wilder: Cleopatra – verliebt und königlich im alten Rom – Regie: ? (Kurzhörspiel – RIAS Berlin)

## Fernsehen
- 1939: Verstaubtes Herz im Pulverschnee. Ein Spiel von Alltag, Urlaub, Schnee und Wind.[7]